# Череменецький палац
Череменецький палац або Палац Половцова — колишня пам'ятка архітектури кінця 19 століття, вибудована в стилі необароко.

## Дещо про володаря О. Половцова

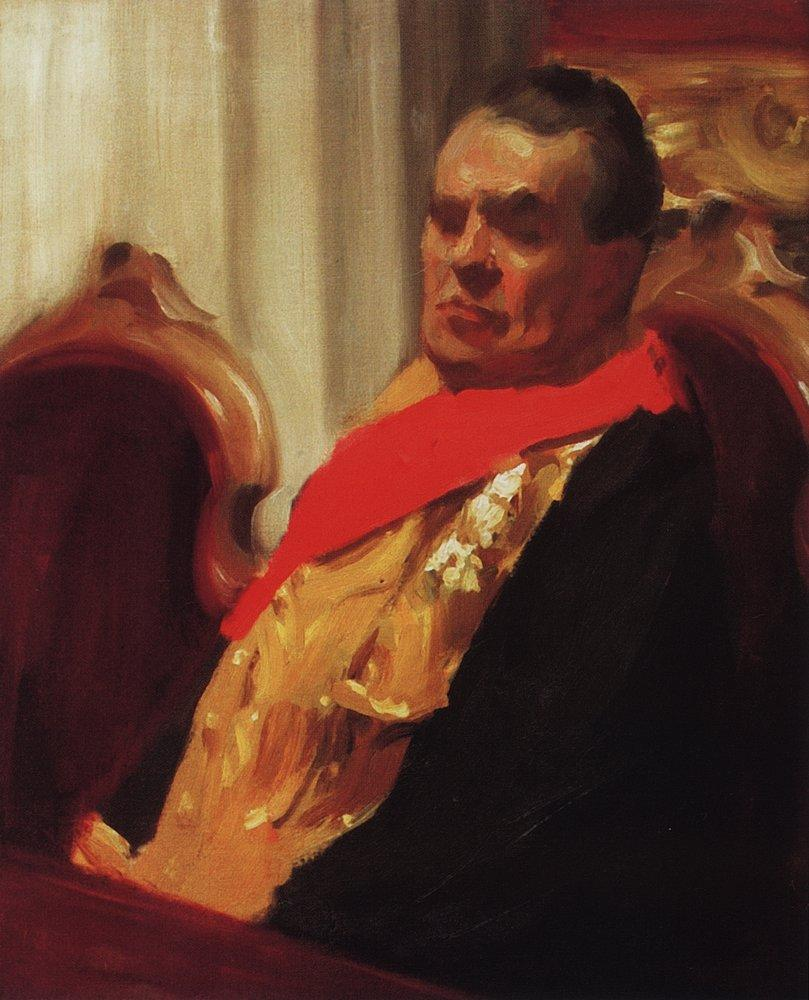
Худ. Борис Кустодієв. Ескіз до портрету О. О. Половцова в останні роки, 1903 р.

Олександр Половцов народився 1832 року і походив з дрібної шляхти, що володіла селом Рапті неполалік Череменецького озера. Як скептично говорили про його ранні роки — його чекала б кар'єра дрібного чиновника.
Олександр Половцов, особа зі здібностями і наполегливістю, навпаки, зробив усе можливе, аби поруйнувати погані прогнози. Закінчив пансіон Ридігера та Імператорське училище правництва. Доволі вдало пошлюбився з пані Надією Іюневою, донькою великого князя і вихованкою барона Штігліця. Скупий Штігліць не був проти зятя, але майже 20 років подружжя жило доволі скромно, що спростовує плітки, ніби Половцов пошлюбився заради грошей. Подружжя отримало гроші лише по смерті барона і доволі розумно витрачало. Людина з освітою і добрим смаком, Олександр Половцов вибудував помешкання у російській столиці і заміський палац у рідній садибі Рапті лише коли посів посаду держсекретаря. Олександру Половцову по смерті барона Штігліця також випало довести до логічного завершення справу благоустрою нового художнього училища (нині Санкт-Петербурзька державна художньо-промислова академія імені О. Л. Штігліца). Він віддав чималі суми на благодійництво та розвиток самого училища. До 1908 року він керуватиме закупівельною справою по придбанню профільних експонатів і творів мистецтва на паризьких аукціонах, часто відбираючи або найкращі, або унікальні лоти.

## Історія палацу
Замовника Половцова з розвиненим смаком і незалежного фінансово, прихильника старовинної французької архітектури не могли задовольнити примітивні проекти. Проект для родинної садиби створив архітектор Йоган Стефаніц у співпраці з Л. Х. Маршнером. Йоган Стефаніц, саксонець за походженням, тривалий час вивчав архітектуру у Західній Європі і створив проект палацу у стилі пізнього французького бароко або стилі регентства. Палац вбудували на березі Череменецького озера в селі Рапті. Споруда височила на пагорбі, до берегів озера розпланували сад бароко з партерами і басейном. Як і типово для садів бароко, парапети парадних сходів прикрасили декоративними скульптурами. Садибу Половцова відвідував великий князь, прихильник полювання, для котрого утримували приміщення та фізанник. Палац дворянина і держсекретаря, вибудованій у період 1886-1892 рр., мав картинну галерею, колекцію зброї, рідкісні меблі. Від назви озера пішла і назва Череменецький палац.
Половцов відвідував садибу позаяк на місцевому цвинтарі була похована і його мати.

## У підрадянський період
Після більшовицького перевороту і в хаосі громадянської війни палац пограбували, але поруйнувати не встигли. Розкішна споруда стала будинком відпочинку НКВС. Серед відпочиваючих тут помічали високих партійно-комуністичних чинів, серед котрих були Берія (1899—1953) та Ежов (1895—1940). Село Рапті було на тимчасово окупованих територіях німецьких фашистів, але палац не руйнували.
Занепад прийшов у кінці війни, коли село перейшло до червоноармійців, у котрих не було упевненості, що територію не віддадуть наново ворогам (що не раз траплялося на війні). Є підстави вважати, що палац на прифронтовій території висадили у повітря червоноармійці.
На початку 21 ст. руїни палацу — сміттєзвалище, місце тренувань спелеологів і місце проведення фестивалів байкерів.
Від колишньої колекції паркової скульптури випадково збереглася скульптура «Геба», котру передали місцевому санаторію «Борове» міністерства Внутрішніх справ.